# Marcin Giżycki
Marcin (Marcjan) Giżycki herbu Gozdawa – poborca w ziemi czerskiej w 1590/1591 roku.
Poseł na sejm 1590/1591 roku z ziemi czerskiej.